# 墟市
墟市（きょし）とは、草市（そうし）とも呼ばれ、晩唐以後の中国において、地方の人口密集地や交通の要所に形成された小規模な定期市の事。この動きの中心であった江南地域では主として「墟市」と呼ばれる事が多く、他の地域では「草市」などの様々な呼称があった。
律令制（あるいはそれ以前の）中国の市場は、国家権力が認めた一定の区画（市）以外での商業活動は厳しく禁じられて、国家による強い規制を受けていた（中国より商業に寛容であったと言われている日本においても、平城京や平安京の東西両市もこのような思想の元に設置されている）。
ところが、晩唐期になると国内の秩序は崩壊して律令制も破綻をきたすようになった。そのような中で生産力の高まりとともに余剰物資を生活必需品と交換するために人口の密集地域や交通の要所において自然的に発生したのが墟市（草市）であった。
「墟市」という名前のように月に数回あるいは何日かに一度の割合で市が開催されるものの、それ以外の日には文字通りの廃墟も同然の状態になったといわれている（なお、今日の中国においてもこうした形式の市場を「墟市」と呼ぶ場所もある）。だが、後年には開催間隔が短縮され、中には恒常的に営業される市場も現れて小規模な都市に発展する場合もあった。
これに目をつけた有力な地主や商人の中には環境を整備して墟市（草市）を誘致して地代を得ようとする者もいた。また、国家や地方権力の中には墟市（草市）の支配を目的として、墟市の安全確保を名目に鎮を設置する例も現れるようになる。また、逆に取引の安全の確保のために逆に鎮に市が形成される事もあり、これらの鎮と結びついた市を鎮市（ちんし）と称した。他にも有力な寺院の門前に開かれた廟市（びょうし）が開かれる事があったが、一般的な墟市（草市）が生活必需品を主として扱っていたのに対して、広くその名が知れ渡っている寺院の廟市には遠方からも商人が訪れて遠距離貿易・中継貿易の拠点となるケースが多かった。
北宋以後、中央権力は地方の墟市（草市）の掌握に努めて商税の徴収を行ったり、鎮を行政区へと改組と並行して墟市（草市）の所在地を鎮あるいは県に昇格させたりした。また、こうした市場を支配していた長老（大抵は地元の有力商人・地主）達も権力と癒着してその一角に食い込む事を期待してそうした動きを強く支持した。こうして、再び商業に対する国家の介入が強まり、中国の都市の発展に政治的な枠がはめ込まれるようになっていった。以後、中国商業は時代が降るにつれて盛んになるものの、近代までこの基本的性格は改まる事は無かった。